# 埼玉県道・千葉県道326号川藤野田線

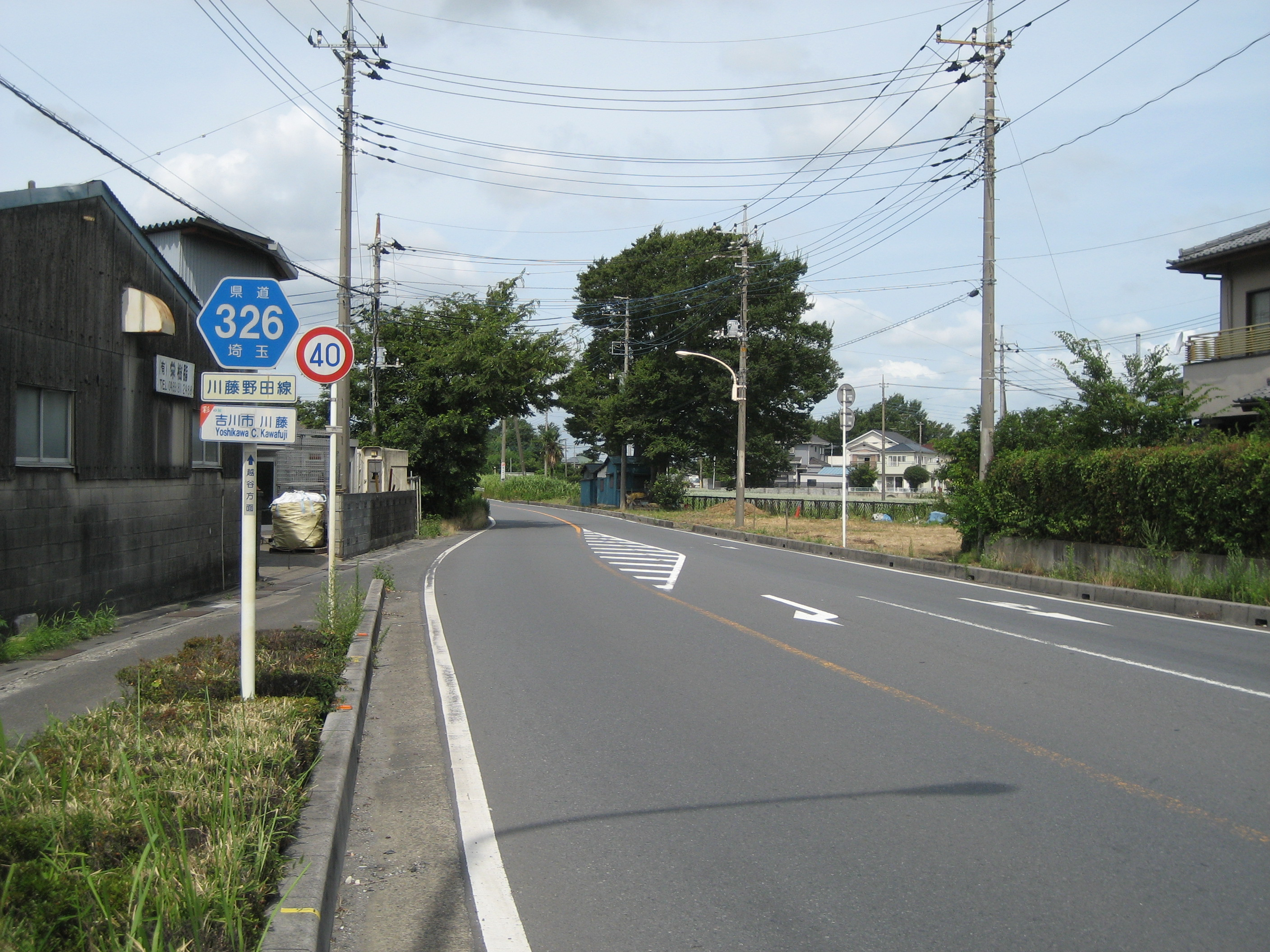
埼玉県道326号川藤野田線
吉川市川藤（2011年7月）

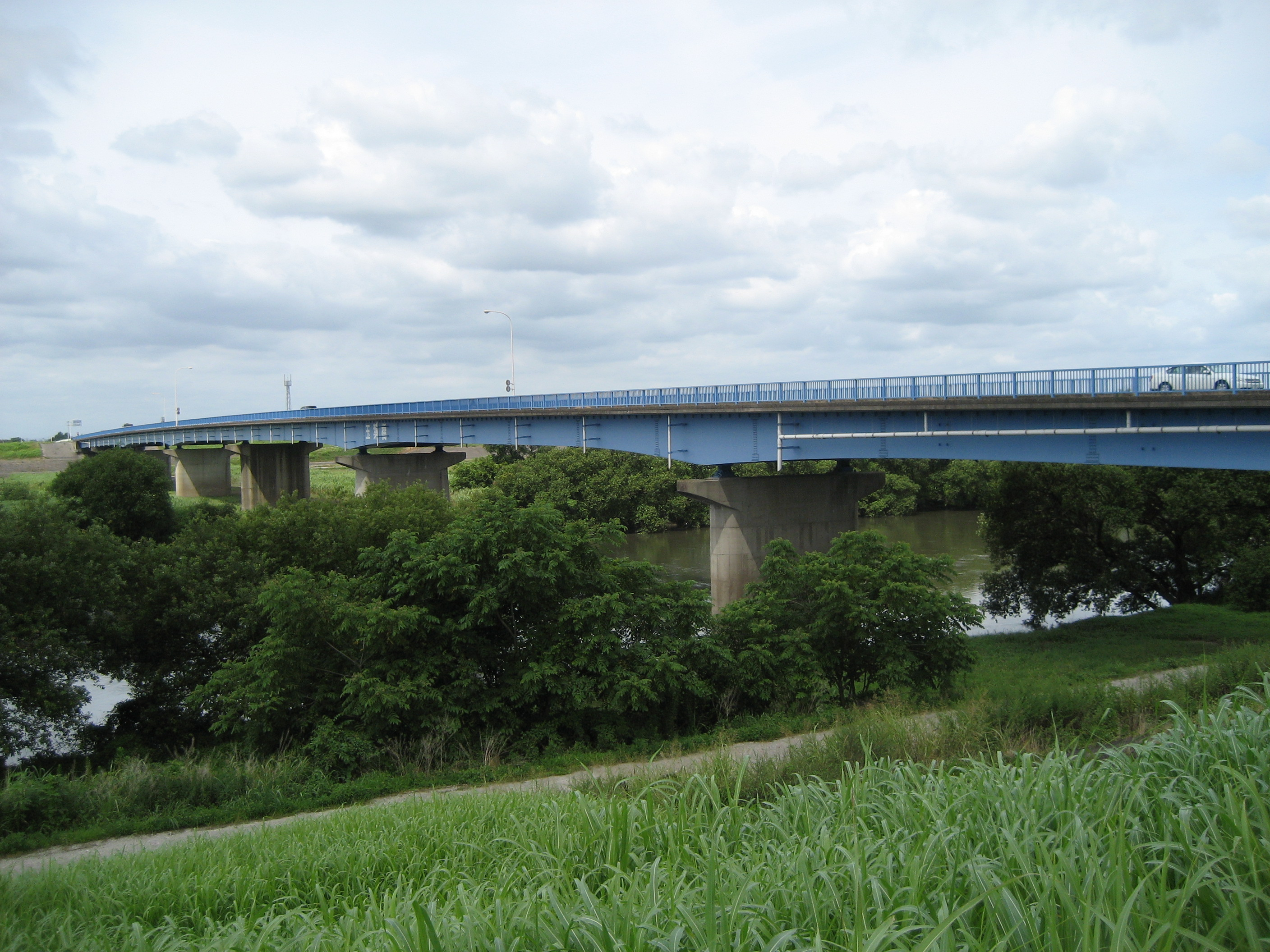
江戸川に掛る玉葉橋

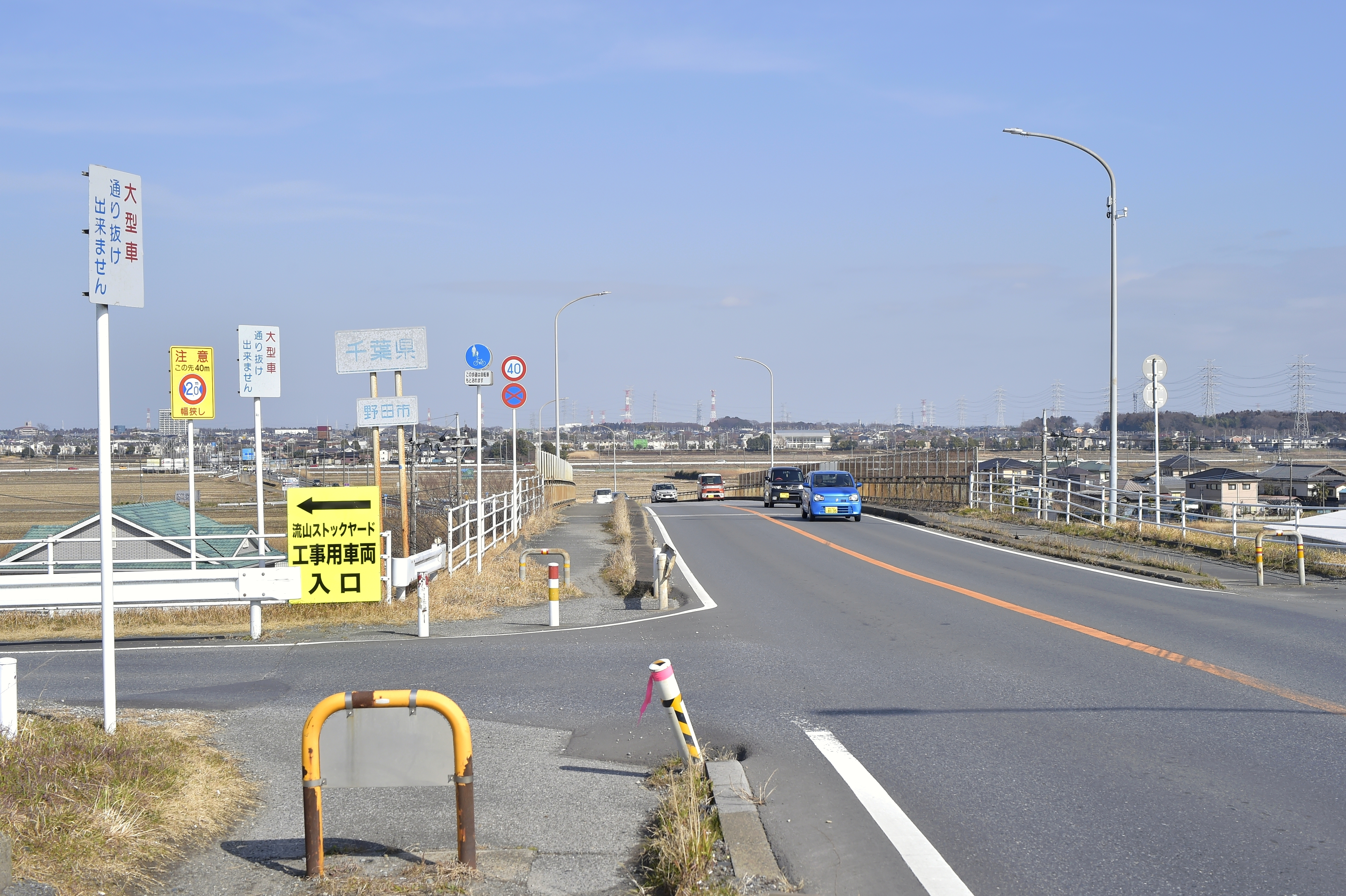
千葉県道326号川藤野田線
野田市今上（2023年2月）

埼玉県道・千葉県道326号川藤野田線（さいたまけんどう・ちばけんどう326ごう かわふじのだせん）は、埼玉県吉川市から千葉県野田市に至る一般県道である。

## 起点・終点
- 起点：埼玉県吉川市川藤（川野T字路交差点）
- 終点：千葉県野田市今上（野田市今上交差点）

## 路線状況

### 重複区間
- 埼玉県道21号三郷松伏線／鍋小路交差点（埼玉県吉川市） - 玉葉橋交差点（埼玉県吉川市）（上位道路）

### 道路施設
- 玉葉橋（江戸川、埼玉県吉川市 - 千葉県野田市）

## 地理

### 通過する自治体
- 埼玉県
  - 吉川市
- 千葉県
  - 野田市

### 交差している道路
- 埼玉県道67号葛飾吉川松伏線（埼玉県吉川市川藤）川野T字路交差点
- 埼玉県道378号中井松伏線（埼玉県吉川市川藤）川藤交差点
- 埼玉県道21号三郷松伏線、埼玉県道376号上笹塚谷口線（重複）（埼玉県吉川市上笹塚）鍋小路交差点
- 埼玉県道21号三郷松伏線（埼玉県吉川市鍋小路）玉葉橋交差点
- 埼玉県道156号三郷幸手自転車道線（埼玉県吉川市鍋小路）（平面交差および自転車道線アンダーパスの2経路あり）
- 千葉県道401号松戸野田関宿自転車道線（千葉県野田市今上）（交差について同上）
- 千葉県道5号松戸野田線（住所同上）野田市今上交差点

### 沿道の施設など
埼玉県吉川市
- 吉川市総合体育館
- 吉川市市民プール（老朽化に伴い2021年度に廃止[1]）
- 吉川市立東中学校
- 吉川公園
- 吉川河川防災ステーション（埼玉県道21号三郷松伏線との交点付近（玉葉橋の北西方向）に立地。※2026年度(令和8年度)の事業完了を目指して整備中[2]）